# Pferde in Landschaft

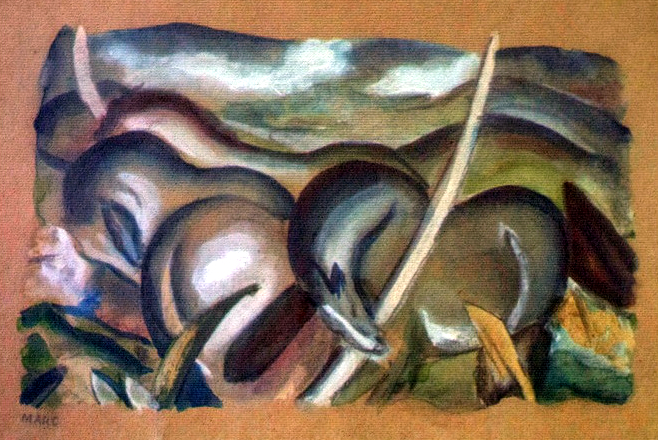
Pferde in Landschaft, Studie, 1911 (Das Format des Papiers ist bei dieser Abbildung beschnitten.)

Pferde in Landschaft ist ein 1911 geschaffenes Aquarell mit Bleistift auf Papier des expressionistischen Malers Franz Marc. Es ist vermutlich eine Studie zu dem Gemälde Die großen blauen Pferde, die als verschollen galt. Weltweit bekannt wurde das Bild in Presse und Fernsehen anlässlich des Schwabinger Kunstfunds im November 2013. Es gehörte zu den ersten elf Werken, die auf einer Pressekonferenz der Augsburger Staatsanwaltschaft gezeigt wurden. Das kleinformatige Werk misst 12,1 × 19,6 cm.

## Beschreibung
Die drei Pferde der Studie, gemalt in seitlicher Position oder von hinten, weisen braun-blaue Farbtöne auf. Sie stehen mit nach links geneigten Köpfen vor einer bergigen Landschaft, die von einem Himmel mit weißen Wolken überwölbt wird. Die Umrisse der Pferde spiegeln die Berge wider. Auffallend sind die zwei in Weiß gehaltenen astlosen kleinen Baumstämme im Vorder- und Hintergrund, die wie eine Diagonale wirken. Der vordere Stamm wird von dem Pferd im Vordergrund berührt. Das Aquarell ist auf braunem Papier ausgeführt, seine Ränder erscheinen unregelmäßig auf dem Untergrund. Es ist am linken Bildrand ohne Angabe des Jahres signiert.

## Variation

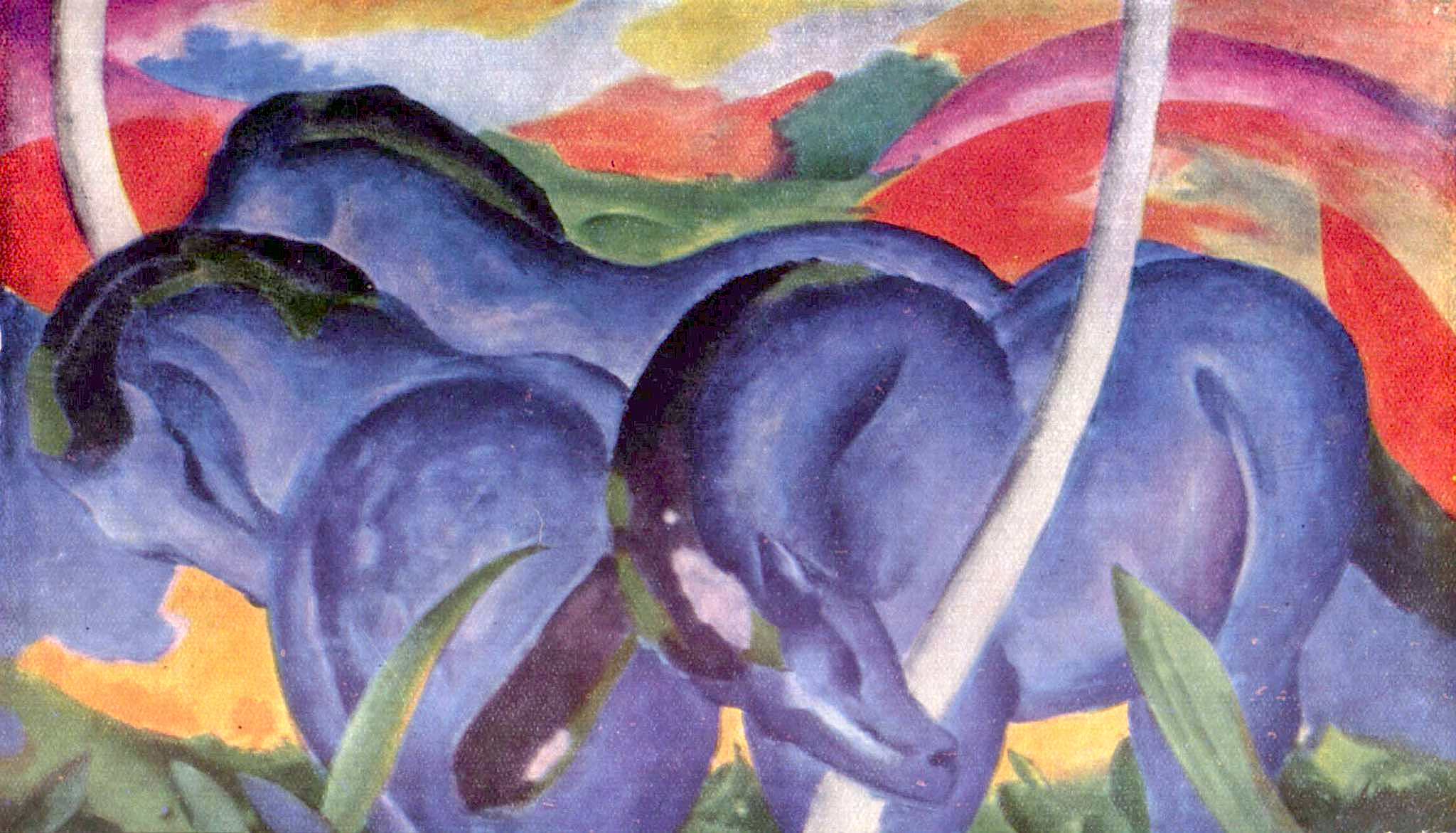
Die großen blauen Pferde, 1911, seit 1942 in der Sammlung des Walker Art Center, Minneapolis

Das nach der Studie in Öl auf Leinwand entstandene berühmte Marc’sche Werk aus demselben Jahr, Die großen blauen Pferde, hat die Maße 106 × 181 cm und zeigt dasselbe Motiv, nur haben sich die Farben wesentlich verändert. Die Pferdekörper sind in einem kräftigen Blau gehalten, Landschaft und Himmel weisen rote und violette Farbtöne auf, die  nicht der Realität entsprechen. 1911 entstanden ebenfalls die Gemälde Blaues Pferd I und Blaues Pferd II. In allen Pferdebildern dieser Zeit macht Marc das Blau von einer „Erscheinensfarbe“ zu einer „Wesensfarbe“. Die Farbe Blau stand in seiner eigenen Farbenlehre für das männliche Prinzip. Er fand mit dem Tierbild ein Sinnbild für eine „Spiritualisierung der Welt“. Die blauen Pferde drücken wie die Blaue Blume der Romantik die Suche nach Erlösung von irdischer Schwere und materieller Gebundenheit aus. Im Jahr 1913 entstand das wiederum mit blauen Pferden als Motiv geschaffene Gemälde Der Turm der blauen Pferde, dessen Verbleib seit 1945 unbekannt ist.

## Provenienz
Am 5. November 2013 wurde auf einer im Fernsehen übertragenen Pressekonferenz zum Schwabinger Kunstfund von der Kunsthistorikerin Meike Hoffmann neben Max Liebermanns Zwei Reiter am Strand und neun weiteren Beispielen die verschollene Studie zu den Großen blauen Pferden aus dem Jahr 1911 mit dem Titel Landschaft mit Pferden gezeigt. Sie stammt wie die übrigen gezeigten Beispiele aus der Sammlung des Kunsthändlers Hildebrand Gurlitt, die sich als Erbe im Besitz seines Sohnes Cornelius Gurlitt befindet. Die Staatsanwaltschaft Augsburg unter der Leitung von Reinhard Nemetz beschlagnahmte dessen Sammlung bereits im Februar 2012. Der Fall wurde durch einen Bericht des Magazins Focus vom 3. November 2013 der Öffentlichkeit bekanntgemacht.
Früherer Eigentümer des Werks bis 1937 war das Kunst- und Gewerbemuseum Moritzburg in Halle (Saale), es wurde 1914 von dessen Direktor Max Sauerlandt erworben. Ein früherer Mitarbeiter des Museums erkannte die farbige Papierarbeit wieder, die bisher nur in schwarz-weiß dokumentiert war. Das expressionistische Werk galt im nationalsozialistischen Deutschland als „entartet“, wurde aus dem Museum durch Beschlagnahme entfernt und gelangte in den Besitz von Hildebrand Gurlitt. Das Museum in Moritzburg wird sich um eine Rückgabe bemühen.